# Gran Premio di superbike del Nürburgring 1998
Il Gran Premio di Superbike del Nürburgring 1998 è stata la quinta prova su dodici del campionato mondiale Superbike 1998, è stato disputato il 7 giugno sul Nürburgring e ha visto la vittoria di Aaron Slight in gara 1, mentre la gara 2 è stata vinta da Pierfrancesco Chili.
La vittoria nella gara valevole per il campionato mondiale Supersport è stata invece ottenuta da Sébastien Charpentier.
Dopo che per anni la prova del campionato mondiale Superbike era stata disputata sull'Hockenheimring, per la prima volta si disputa sul Nürburgring.

## Risultati

### Gara 1

#### Arrivati al traguardo[4]
| Pos. | Nº  | Pilota               | Squadra              | Motocicletta | Giri | Tempo     | Griglia | Punti |
| ---- | --- | -------------------- | -------------------- | ------------ | ---- | --------- | ------- | ----- |
| 1º   | 111 | Aaron Slight         | Castrol Honda        | Honda        | 21   | 40:31.963 | 6º      | 25    |
| 2º   | 45  | Colin Edwards        | Castrol Honda        | Honda        | 21   | +0:06.608 | 2º      | 20    |
| 3º   | 7   | Pierfrancesco Chili  | Ducati Racing ADVF   | Ducati       | 21   | +0:12.436 | 4º      | 16    |
| 4º   | 4   | Akira Yanagawa       | Kawasaki Racing      | Kawasaki     | 21   | +0:16.677 | 7º      | 13    |
| 5º   | 41  | Noriyuki Haga        | Yamaha World SBK     | Yamaha       | 21   | +0:44.204 | 8º      | 11    |
| 6º   | 6   | Peter Goddard        | Suzuki WSB           | Suzuki       | 21   | +0:44.485 | 12º     | 10    |
| 7º   | 11  | Troy Corser          | Ducati Racing ADVF   | Ducati       | 21   | +0:44.745 | 1º      | 9     |
| 8º   | 9   | Piergiorgio Bontempi | Kawasaki Bertocchi   | Kawasaki     | 21   | +0:56.233 | 14º     | 8     |
| 9º   | 8   | James Whitham        | Suzuki WSB           | Suzuki       | 21   | +0:59.296 | 9º      | 7     |
| 10º  | 39  | Alessandro Gramigni  | Gattolone Racing     | Ducati       | 21   | +0:59.519 | 18º     | 6     |
| 11º  | 44  | Scott Russell        | Yamaha World SBK     | Yamaha       | 21   | +1:20.123 | 10º     | 5     |
| 12º  | 19  | Lucio Pedercini      | Team Pedercini       | Ducati       | 21   | +1:30.446 | 16º     | 4     |
| 13º  | 2   | Carl Fogarty         | Ducati Performance   | Ducati       | 21   | +1:40.282 | 5º      | 3     |
| 14º  | 15  | Igor Jerman          | Team Bertocchi       | Kawasaki     | 20   | +1 giro   | 19º     | 2     |
| 15º  | 77  | Rubén Xaus           | Alpha Tecnik         | Suzuki       | 20   | +1 giro   | 20º     | 1     |
| 16º  | 10  | Andrew Stroud        | Andrew Stroud Racing | Kawasaki     | 20   | +1 giro   | 22º     |       |
| 17º  | 75  | Normann Manz         | Motorradhaus Prienz  | Suzuki       | 19   | +2 giri   | 31º     |       |
| 18º  | 50  | Jiří Mrkývka         | SBK Team JM          | Honda        | 19   | +2 giri   | 27º     |       |
| 19º  | 78  | Uwe Pollheide        | Mobil Hosstadde      | Kawasaki     | 19   | +2 giri   | 28º     |       |
| 20º  | 76  | Lothar Kraus         | Kraus                | Kawasaki     | 19   | +2 giri   | 30º     |       |
| 21º  | 53  | Vladimír Karban      | Karban R. Team       | Suzuki       | 18   | +3 giri   | 29º     |       |
| 22º  | 91  | Frank Heidger        | Team Bolliger        | Kawasaki     | 18   | +3 giri   | 24º     |       |

#### Ritirati
| Nº | Pilota             | Squadra              | Motocicletta | Giri | Griglia |
| -- | ------------------ | -------------------- | ------------ | ---- | ------- |
| 74 | Robert Hüber       | Heinrichmeyer Rac.T. | Kawasaki     | 11   | 23º     |
| 72 | Udo Mark           | Suzuki Deutschland   | Suzuki       | 10   | 13º     |
| 5  | Neil Hodgson       | Kawasaki Racing      | Kawasaki     | 7    | 11º     |
| 48 | Andreas Meklau     | Remus Racing Austria | Ducati       | 5    | 15º     |
| 35 | Gregorio Lavilla   | De Cecco Racing      | Ducati       | 0    | 3º      |
| 73 | Jonnie Ekerold     | Green Kawasaki       | Kawasaki     | 0    | 17º     |
| 21 | Jean-Marc Delétang | Yamaha Motor France  | Yamaha       | 0    | 26º     |

### Gara 2

#### Arrivati al traguardo[5]
| Pos. | Nº  | Pilota               | Squadra            | Motocicletta | Giri | Tempo     | Griglia | Punti |
| ---- | --- | -------------------- | ------------------ | ------------ | ---- | --------- | ------- | ----- |
| 1º   | 7   | Pierfrancesco Chili  | Ducati Racing ADVF | Ducati       | 21   | 40:48.961 | 4º      | 25    |
| 2º   | 45  | Colin Edwards        | Castrol Honda      | Honda        | 21   | +0:11.117 | 2º      | 20    |
| 3º   | 11  | Troy Corser          | Ducati Racing ADVF | Ducati       | 21   | +0:11.925 | 1º      | 16    |
| 4º   | 111 | Aaron Slight         | Castrol Honda      | Honda        | 21   | +0:34.889 | 6º      | 13    |
| 5º   | 4   | Akira Yanagawa       | Kawasaki Racing    | Kawasaki     | 21   | +0:37.330 | 7º      | 11    |
| 6º   | 35  | Gregorio Lavilla     | De Cecco Racing    | Ducati       | 21   | +0:55.872 | 3º      | 10    |
| 7º   | 41  | Noriyuki Haga        | Yamaha World SBK   | Yamaha       | 21   | +1:04.479 | 8º      | 9     |
| 8º   | 6   | Peter Goddard        | Suzuki WSB         | Suzuki       | 21   | +1:14.487 | 12º     | 8     |
| 9º   | 9   | Piergiorgio Bontempi | Kawasaki Bertocchi | Kawasaki     | 21   | +1:21.927 | 14º     | 7     |
| 10º  | 8   | James Whitham        | Suzuki WSB         | Suzuki       | 21   | +1:23.325 | 9º      | 6     |
| 11º  | 5   | Neil Hodgson         | Kawasaki Racing    | Kawasaki     | 21   | +1:23.810 | 11º     | 5     |
| 12º  | 72  | Udo Mark             | Suzuki Deutschland | Suzuki       | 21   | +1:40.250 | 13º     | 4     |
| 13º  | 2   | Carl Fogarty         | Ducati Performance | Ducati       | 21   | +1:49.074 | 5º      | 3     |
| 14º  | 19  | Lucio Pedercini      | Team Pedercini     | Ducati       | 20   | +1 giro   | 16º     | 2     |
| 15º  | 15  | Igor Jerman          | Team Bertocchi     | Kawasaki     | 20   | +1 giro   | 19º     | 1     |
| 16º  | 77  | Rubén Xaus           | Alpha Tecnik       | Suzuki       | 20   | +1 giro   | 20º     |       |
| 17º  | 73  | Jonnie Ekerold       | Green Kawasaki     | Kawasaki     | 20   | +1 giro   | 17º     |       |
| 18º  | 50  | Jiří Mrkývka         | SBK Team JM        | Honda        | 19   | +2 giri   | 27º     |       |
| 19º  | 91  | Frank Heidger        | Team Bolliger      | Kawasaki     | 19   | +2 giri   | 24º     |       |
| 20º  | 79  | Detlef Guderian      | Moto Pabat         | Kawasaki     | 19   | +2 giri   | 25º     |       |
| 21º  | 78  | Uwe Pollheide        | Mobil Hosstadde    | Kawasaki     | 19   | +2 giri   | 28º     |       |
| 22º  | 53  | Vladimír Karban      | Karban R. Team     | Suzuki       | 19   | +2 giri   | 29º     |       |
| 23º  | 76  | Lothar Kraus         | Kraus              | Kawasaki     | 18   | +3 giri   | 30º     |       |

#### Ritirati
| Nº | Pilota              | Squadra              | Motocicletta | Giri | Griglia |
| -- | ------------------- | -------------------- | ------------ | ---- | ------- |
| 48 | Andreas Meklau      | Remus Racing Austria | Ducati       | 17   | 15º     |
| 39 | Alessandro Gramigni | Gattolone Racing     | Ducati       | 11   | 18º     |
| 10 | Andrew Stroud       | Andrew Stroud Racing | Kawasaki     | 8    | 22º     |
| 21 | Jean-Marc Delétang  | Yamaha Motor France  | Yamaha       | 7    | 26º     |
| 75 | Normann Manz        | Motorradhaus Prienz  | Suzuki       | 6    | 31º     |
| 74 | Robert Hüber        | Heinrichmeyer Rac.T. | Kawasaki     | 3    | 23º     |
| 44 | Scott Russell       | Yamaha World SBK     | Yamaha       | 2    | 10º     |

### Supersport

#### Arrivati al traguardo
| Pos. | Nº | Pilota                | Motocicletta | Giri | Tempo     | Punti |
| ---- | -- | --------------------- | ------------ | ---- | --------- | ----- |
| 1º   | 16 | Sébastien Charpentier | Honda        | 18   | 36'23.471 | 25    |
| 2º   | 17 | Pere Riba             | Ducati       | 18   | +1.556    | 20    |
| 3º   | 2  | Vittoriano Guareschi  | Yamaha       | 18   | +2.760    | 16    |
| 4º   | 33 | Robert Ulm            | Yamaha       | 18   | +3.737    | 13    |
| 5º   | 55 | Jörg Teuchert         | Yamaha       | 18   | +3.840    | 11    |
| 6º   | 9  | Wilco Zeelenberg      | Yamaha       | 18   | +13.136   | 10    |
| 7º   | 35 | Mauro Lucchiari       | Ducati       | 18   | +18.292   | 9     |
| 8º   | 14 | Marco Risitano        | Kawasaki     | 18   | +22.938   | 8     |
| 9º   | 11 | Giovanni Bussei       | Suzuki       | 18   | +26.955   | 7     |
| 10º  | 4  | Stéphane Chambon      | Suzuki       | 18   | +28.020   | 6     |
| 11º  | 70 | Christian Kellner     | Suzuki       | 18   | +28.410   | 5     |
| 12º  | 56 | Thomas Körner         | Kawasaki     | 18   | +28.551   | 4     |
| 13º  | 74 | Herbert Kaufmann      | Yamaha       | 18   | +31.930   | 3     |
| 14º  | 27 | Camillo Mariottini    | Bimota       | 18   | +53.520   | 2     |
| 15º  | 18 | Cristiano Migliorati  | Ducati       | 18   | +1'11.739 | 1     |
| 16º  | 71 | Dominik Heydt         | Kawasaki     | 18   | +1'14.334 |       |
| 17º  | 77 | Andre Friedrich       | Suzuki       | 18   | +1'33.600 |       |
| 18º  | 76 | Markus Barth          | Suzuki       | 18   | +1'48.988 |       |
| 19º  | 19 | Walter Tortoroglio    | Suzuki       | 18   | +1'51.811 |       |
| 20ª  | 73 | Katja Poensgen        | Suzuki       | 18   | +1'53.387 |       |
| 21º  | 20 | Werner Daemen         | Kawasaki     | 18   | +2'01.802 |       |
| 22º  | 66 | Harald Steinbauer     | Kawasaki     | 16   | +2 giri   |       |

#### Ritirati
| Nº | Pilota               | Motocicletta | Giri |
| -- | -------------------- | ------------ | ---- |
| 8  | Fabrizio Pirovano    | Suzuki       | 17   |
| 12 | Albert Aerts         | Yamaha       | 17   |
| 58 | Gerhard Lindner      | Kawasaki     | 15   |
| 21 | Roberto Teneggi      | Ducati       | 14   |
| 26 | Marc Fissette        | Yamaha       | 12   |
| 25 | Christophe Cogan     | Yamaha       | 9    |
| 22 | Stefan Nebel         | Kawasaki     | 8    |
| 34 | Giuseppe Fiorillo    | Suzuki       | 6    |
| 75 | Peter Preussler      | Kawasaki     | 5    |
| 15 | Jean-Philippe Ruggia | Bimota       | 2    |
| 3  | Yves Briguet         | Ducati       | 2    |
| 1  | Paolo Casoli         | Ducati       | 0    |
| 5  | Massimo Meregalli    | Yamaha       | 0    |
| 37 | Serafino Foti        | Bimota       | 0    |